# دون فريزر
دون فريزر (Dawn Fraser) هي لاعبة أولمبية لرياضة السباحة من أستراليا. شاركت في الأولمبياد الصيفي في 1956–1964، وفازت بما مجموعه 8 ميداليات.

## الميداليات
| ذهب | فضة | برونز | المجموع |
| 4   | 4   | 0     | 8       |

## روابط خارجية
- دون فريزر على موقع IMDb (الإنجليزية)
- دون فريزر على موقع الموسوعة البريطانية (الإنجليزية)
- دون فريزر على موقع إن إن دي بي (الإنجليزية)
- دون فريزر على موقع قاعدة بيانات الفيلم (الإنجليزية)
- دون فريزر على موقع الاتحاد الدولي للسباحة (الإنجليزية)
- دون فريزر على موقع SwimRankings.net (الإنجليزية)
- دون فريزر على موقع قاعة مشاهير السباحة العالمية (الإنجليزية)
- دون فريزر على موقع اللجنة الأولمبية الدولية (الإنجليزية)
- دون فريزر على موقع أوليمبيديا (الإنجليزية)
- دون فريزر على موقع اللجنة الأولمبية الأسترالية (الإنجليزية)
- دون فريزر على موقع اتحاد ألعاب الكومنولث (مؤرشف) (الإنجليزية)
- دون فريزر على موقع قاعة أستراليا للمشاهير الرياضية (الإنجليزية)